# Yvonne Hackenbroch
Yvonne Alix Hackenbroch (1912–2012) foi uma curadora de um museu e historiadora de joias britânica.

## Vida pregressa
Yvonne Alix Hackenbroch nasceu em Frankfurt am Main, Alemanha, em 27 de abril de 1912, a segunda de três filhas do negociante de arte Zacharias Max Hackenbroch (1884–1937) e sua esposa, Clementine Hackenbroch, nascida Schwarzschild (1888–1984), uma descendente do negociante de arte Selig Goldschmidt . Ainda criança, Hackenbroch era fluente em francês, inglês, alemão e italiano.
Hackenbroch foi educada na Universidade Ludwig Maximilian de Munique e obteve um diploma de graduação e doutorado, ambos em história da arte. Ela foi a última judia a obter um doutorado lá antes da Segunda Guerra Mundial, em dezembro de 1936.

## Carreira
Ao chegar a Londres, Hackenbroch logo se juntou à equipe do Museu Britânico e foi uma das pessoas que escavou e catalogou o tesouro de Sutton Hoo . Ela foi a consultora de joias do filme de Henry V de 1944, estrelado por Laurence Olivier .
De 1946 a 1949, Hackenbroch morou em Toronto, Canadá, a pedido do governo do Reino Unido, para fornecer consultoria especializada sobre a Coleção Lee de arte renascentista dada ao Canadá por Arthur Lee, 1º Visconde Lee de Fareham, para agradecer ao país por seu apoio à Segunda Guerra Mundial.
Por volta de 1949, ela se mudou para o Metropolitan Museum of Art em Nova York para catalogar a "imensa coleção de arte" de Irwin Untermyer . Isso levou Hackenbroch e Thames & Hudson a publicar sete livros, cobrindo prata antiga, bronze, porcelana, bordado e móveis.  Juntou-se ao Metropolitan Museum of Art como curadora, especializada em arte renascentista, e acabou se tornando uma cidadã americana.

## Publicações selecionadas
- Renaissance Jewellery (1979)

## Vida pessoal
Ela nunca se casou.

## Falecimento
Hackenbroch morreu em 7 de setembro de 2012, em seu apartamento em 31 Hyde Park Gardens, Bayswater, Londres, quatro meses depois de comemorar seu centésimo aniversário.